# Georgina Harland
Georgina Claire Harland (* 14. April 1978 in Canterbury) ist eine ehemalige britische Pentathletin.

## Karriere
Georgina Harland konnte mehrere Medaillen bei Weltmeisterschaften gewinnen. 2001 und 2002 belegte sie jeweils den dritten Rang im Einzel, ehe ihr 2004 der Titelgewinn mit der Mannschaft gelang. 2006 kamen Silbermedaillen mit der Mannschaft und der Staffel hinzu. Bei Europameisterschaften gelang ihr 2003 im Einzel der Titelgewinn, ebenso 2007 mit der Staffel.
Nachdem sie die Auswahl für die Olympischen Spiele 2000 knapp verpasst hatte und nur als Ersatz nominiert wurde, gelang ihr bei den Olympischen Spielen 2004 in Athen der Gewinn der Bronzemedaille hinter Zsuzsanna Vörös und Jeļena Rubļevska. In den Vorbereitungen zu den Olympischen Spielen 2008 verletzte sich Harland schwer an der Wade. Dadurch verpasste sie die Qualifikation für die Spiele und beendete zum Ende der Saison ihre Karriere. Sie nahm anschließend eine Arbeitstätigkeit bei der British Olympic Association auf.
Harland schloss ein Studium der Geographie an der Loughborough University ab.